# (473131) 2015 JV6
(473131) 2015 JV6 es un asteroide perteneciente al cinturón de asteroides, descubierto el 17 de noviembre de 2006 por el equipo del Mount Lemmon Survey desde el Observatorio del Monte Lemmon, Arizona, Estados Unidos.

## Designación y nombre
Designado provisionalmente como 2015 JV6.

## Características orbitales
2015 JV6 está situado a una distancia media del Sol de 3,170 ua, pudiendo alejarse hasta 3,467 ua y acercarse hasta 2,872 ua. Su excentricidad es 0,093 y la inclinación orbital 7,411 grados. Emplea 2061 días en completar una órbita alrededor del Sol.

## Características físicas
La magnitud absoluta de 2015 JV6 es 16.